# Sadeness (Part I)
«Sadeness (Part I)» es el primer sencillo publicado por Enigma de los cuatro que se publicarían del álbum MCMXC a.D. Llegó a alcanzar el n.º 1 en Alemania, Austria, Suiza y el Reino Unido, y el n.º 5 en los Estados Unidos. A nivel mundial ha vendido 5 millones de copias.

## Historia
«Sadeness» fue escrito por Michael Cretu (con el pseudónimo de Curly M.C.), Frank Peterson (con el pseudónimo F. Gregorian), y David Fairstein. La letra de la canción se escribió en latín y en francés; el texto en latín incluyó citas bíblicas de los Salmos 24:7-8. La cantante Sandra intervino en los estribillos, cantando Sade, dit moi / Sade, donne moi (’Sade, dime / Sade, dame’) en la parte central y final de la canción.
El sencillo se llamó «Sadeness part I» en su publicación como sencillo en Alemania, y «Sadness part I» en su publicación como sencillo en el Reino Unido y Japón. Es un tema sensual con un insistente ritmo, cuestionando los métodos en los deseos sexuales del Marqués de Sade, de ahí el título en Alemania de «Sadeness» en oposición a la palabra inglesa «Sadness» (‘tristeza’ en su traducción del inglés). 
Fue seguido por una pseudosecuela llamada «Mea Culpa (Part II)», que sería un éxito moderado comparado con «Sadeness part I».

## Listado

### «Sadeness part I»
- CD maxi sencillo

1. Radio Edit — 4:20
2. Violent US Remix — 5:05
3. Extended Trance Mix — 5:02
4. Meditation Mix — 3:01

- Vinilo, sencillo 7 pulgadas

A: Radio Edit — 4:17

B: Meditation Mix — 2:57
- Vinilo, maxi sencillo 12 pulgadas

A1: Extended Trance Mix — 5:02

A2: Meditation Mix — 3:01

B1: Violent US Remix — 5:05

B2: Radio Edit — 4:20

## Vídeo musical
El video nos presentaba a un escolar (posiblemente una referencia a Marqués de Sade), quien caía dormido sobre el escritorio de su habitación mientras estaba escribiendo para tener después un sueño fantástico: el escolar se encontraba a sí mismo como monje paseando por las ruinas de una catedral. Llegaba a las puertas del infierno (grupo escultórico  del artista Auguste Rodin), que probablemente fueran las «puertas prohibidas» mencionadas en el tema «Knocking on Forbidden Doors» del álbum MCMXC a.D.. De repente, oyó la voz de una joven que no paraba de susurrarle la letra principal de la canción en un tono seductivo: Sade dis-moi / Sade donne-moi (‘Sade, dime / Sade, dame’), tentándole a abrir las Puertas, cosa que el joven hizo ante la curiosidad, descubriendo a una bella joven tras ellas. Después de un instante de duda, el joven se volvió y trató de huir, pero cedió a sus deseos y fue aspirado a través de las Puertas de vuelta hacia dentro de la estancia. En este punto, el escolar se despertaba del sueño y miró asustado alrededor suyo, para encontrar solo unos rayos de luz que lo iluminaban a través de una ventana.

## Posicionamiento en las listas y certificaciones
| Lista (Nov. 1990-Mar. 1991) | Posición más alta | Certificación         | Lista(cont.) (Nov. 1990-Mar. 1991) | Posición más alta | Certificación        |
| --------------------------- | ----------------- | --------------------- | ---------------------------------- | ----------------- | -------------------- |
| Alemania                    | 1                 | (BMieV: 1991)         | Irlanda                            | 1                 |                      |
| Australia                   | 2                 |                       | Italia                             | 1                 |                      |
| Austria                     | 1                 |                       | Japón (Tokio)                      | 4                 |                      |
| Bélgica                     | 1                 |                       | Noruega                            | 1                 |                      |
| España                      | 1                 |                       | Nueva Zelanda                      | 2                 |                      |
| Estados Unidos              | 5                 | (RIAA: abril de 1991) | Países Bajos                       | 1                 |                      |
| Estados Unidos              | 6                 | (RIAA: abril de 1991) | Polonia                            | 2                 |                      |
| Estados Unidos              | 1                 | (RIAA: abril de 1991) | Reino Unido                        | 1                 | (BPI: enero de 1991) |
| Estados Unidos              | 1                 | (RIAA: abril de 1991) | Suecia                             | 2                 |                      |
| Europa                      | 1                 |                       | Suiza                              | 1                 |                      |
| Francia                     | 1                 |                       |                                    |                   |                      |